# Nevşehir
|  | Per a altres significats, vegeu «província de Nevşehir». |

Nevşehir és un municipi a l'Anatòlia Central, Turquia asiàtica, capital de la província del mateix nom. Segons el cens del 2007, té 81.688 habitants. El districte (superfície 535 km²) consta al cens del 1970 amb 231.873 habitants, però després fou dividit i el 2009 tenia 117.327 habitants; la ciutat tenia el 1970 una població de 57.556 habitants i el 2009 de 84.631 persones.
Nevşehir, l'antiga Nyssa (en grec Νύσσα) i en l'època otomana Muskara (Muşkara), és una de les ciutats més populoses i riques de l'Anatòlia. En aquesta els grecs formaven el principal nucli de la població i tenien en les seves mans la major part del comerç, fins fa pocs anys. Entre el segle vi i el XI la comarca fou coneguda per les seves coves monàstiques que van servir també de refugi durant les invasions àrabs; a les coves, de diversos pisos, es tallava l'accés amb pedres i fustes, i s'havia assegurat un subministrament d'aigua; a més hi havia emmagatzemats queviures. Aquestes ciutats soterrànies foren redescobertes el 1950. Les principals són a Kaymakh i a Derinkuyu (abans Melegübü).
Territori romà d'Orient fins al segle xi, va passar als turcs seljúcides després de la batalla de Mantziciert o Malazgirt el 1071, i després fou part del Soldanat de Rum i de l'emirat de Karaman de 1328 al 1487. Sota els turcs va ser anomenada Muşkara, però no fou mai un lloc important.
Muskarali Ibrahim Paixà Newshehirli (+1730), el qual era gendre i gran visir d'Ahmet III, soltà otomà, s'ocupà de Nevsehir, la seva ciutat natal. Feu construir a la població, que portava el nom de Mushkara (moderna ortografia Muşkara), que no era més que un petit centre del kaza d'Ürgüp al sandjak de Nigbe (temporalment també va estar al sandjak de Kayseri), mesquites, fonts, escoles, establiments de caritat (imaret), albergs i banys turcs (hamam), i canvia el seu nom pel de Nevşehir (aleshores Newshehir). Va fer restaurar una fortalesa seljúcida. Va créixer en perjudici d'Ürgüp, que va perdre la capitalitat del kaza i els habitants van anar a viure a la nova ciutat; també s'hi van instal·lar 800 famílies nòmades. Al final del segle xix tenia 10.972 musulmans i 6.080 cristians turcòfons. El 1923 s'hi van instal·lar turcs de Tràcia (en el canvi de poblacions amb Grècia) i l'economia local, basada en la vinya, se'n va ressentir, ja que els tracis no sabien portar aquest cultiu, però progressivament es va recuperar. Des del 1960 els turistes (turcs i estrangers) visiten les criptes de Göreme i les ciutats soterrànies de Kaymakh i Derinkuyu (50.000 turistes turcs i 82.000 estrangers el 1982)

## Edificis
La mesquita de Kursunlu, en el külliye de Damat Ibrahim Paixà fou acabada el 1726. La mesquita situada en un pati amb tres pòrtics presenta un elegant minaret de 44 metres d'altura. Deu el seu nom al fet que la cúpula que cobreix l'espai principal està recoberta de plom. L'interior de la mesquita està adornada amb motius florals. En el Kulliye, molt a prop de la mesquita, hi ha una madrassa (escola teològica), una biblioteca, un establiment de caritat i un bany turc. El palau construït pels seljúcides sobre un turó en l'alt del municipi, per tal de mantenir la seguretat en el camí de les caravanes.